# Acceleration Team Duitsland
Het Acceleration Team Duitsland is een Duits raceteam dat deelneemt aan het landenkampioenschap Acceleration 2014 in de klasse Formula Acceleration 1. Het team wordt gerund door het Zweedse Performance Racing, eigendom van Bobby Issazadhe.
In 2014, het eerste seizoen van de klasse, heeft het team Sebastian Balthasar als coureur. De eigenaar van het team is Günther Unterreitmeier.

## Resultaten
| Resultaat                     |
| ----------------------------- |
| Winnaar                       |
| Tweede plaats                 |
| Derde plaats                  |
| Gefinisht (punten)            |
| Gefinisht (geen punten)       |
| Niet geklasseerd (NC)         |
| Uitgevallen (DNF)             |
| Niet gekwalificeerd (DNQ)     |
| Gediskwalificeerd (DSQ)       |
| Niet gestart (DNS)            |
| Gewond (INJ)                  |
| Uitgesloten (EX)              |
| Teruggetrokken (WD)           |
| Niet deelgenomen (blanco cel) |
| vetgedrukt (pole position)    |
| cursief (snelste ronde)       |

| Jaar | Coureur             | 1     | 2     | 3     | 4     | 5      | 6     | 7     | 8     | 9     | 10    | Punten | Positie |
| ---- | ------------------- | ----- | ----- | ----- | ----- | ------ | ----- | ----- | ----- | ----- | ----- | ------ | ------- |
| 2014 | Sebastian Balthasar | ALG 3 | ALG 4 | NAV 7 | NAV 3 | NÜR 12 | NÜR 5 | MON 9 | MON 3 | ASS 7 | ASS 9 | 76     | 4       |
| Jaar | Coureur             | 1     | 2     | 3     | 4     | 5      | 6     | 7     | 8     | 9     | 10    | Punten | Positie |